# Зерновое (Тельмановский район)
Зерновое (укр. Зернове) — село на Украине, находится в Тельмановском районе Донецкой области. Под контролем самопровозглашённой Донецкой Народной Республики.

## География
В Донецкой области имеется одноимённый населённый пункт, посёлок Зерновое в соседнем Старобешевском районе.

#### Соседние населённые пункты по странам света
С: —
СЗ: Воля, Мичурино
СВ: Первомайское, Черевковское
З: Тельманово
В: Греково-Александровка
ЮЗ: Свободное
ЮВ: Терновка, Садки, Радянское
Ю: —
В 1945 г. Указом Президиума ВС УССР хутор Корнталь переименован в Зерновой

## Население
Население по переписи 2001 года составляло 211 человек.

## Общие сведения
Код КОАТУУ — 1424855101. Почтовый индекс — 87100. Телефонный код — 6279.

## Адрес местного совета
87100, Донецкая область, Тельмановский р-н, пгт Тельманово, ул. Ленина, д.122а